# کازوچیکا کیسه
کازوچیکا کیسه (انگلیسی: Kazuchika Kise؛ زادهٔ ۶ مارس ۱۹۶۵) تهیه‌کننده فیلم، پویانما، طراح شخصیت اهل ژاپن است. وی از سال ۱۹۸۹ میلادی تاکنون مشغول فعالیت بوده‌است.